# Rostocker Straßenbahn AG
Die Rostocker Straßenbahn AG, kurz RSAG, ist das Nahverkehrsunternehmen in der Hansestadt Rostock und betreibt 6 Straßenbahn- und 26 Omnibuslinien in der Stadt innerhalb des Verkehrsverbundes Warnow (VVW).
Die Rostocker Straßenbahn AG und die Nahverkehr Schwerin GmbH (NVS) sind die beiden Verkehrsunternehmen, die in Mecklenburg-Vorpommern Straßenbahnen betreiben.

## Geschichte

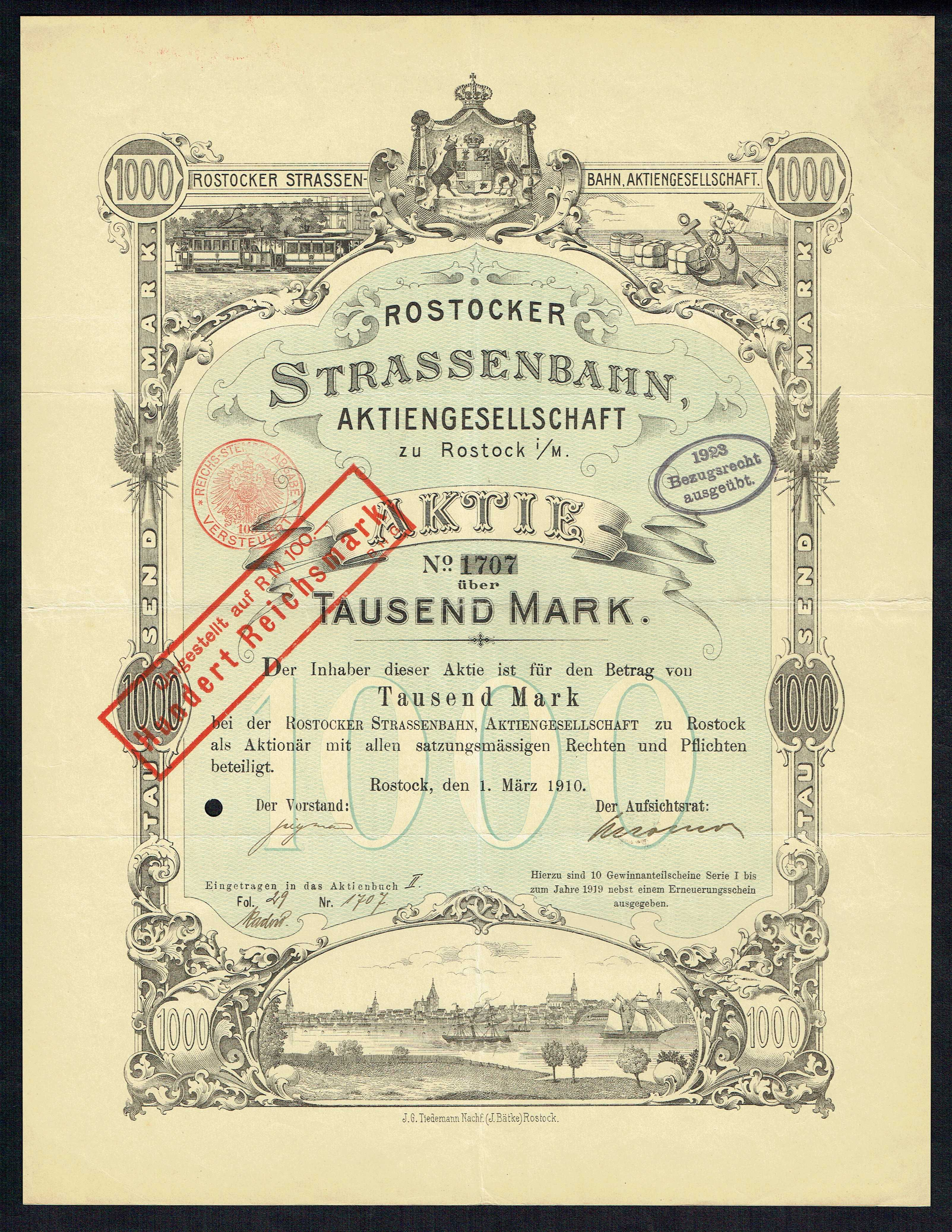
Aktie über 1000 Mark der Rostocker Straßenbahn, AG vom 1. März 1910

### Die ersten Jahre
1881 nahm die schienengebundene Pferdebahn der Mecklenburgischen Straßen-Eisenbahn Actien Gesellschaft (MSEAG) den Betrieb mit drei Linien in Rostock und zwei Linien in Schwerin auf. Der Betrieb in Schwerin wurde 1885 wegen Unrentabilität wieder eingestellt. Für Rostock hatte der Rat der Stadt der MSEAG für 30 Jahre die Konzession zum Betrieb einer Pferdebahn erteilt und sich darin ein Vorkaufsrecht für die Gesellschaft bei Ablauf der Frist festgeschrieben.
Nachdem neue Aktionäre die Mehrheit bei der MSEAG übernommen hatten, besetzte am 14. Juni 1898 eine außerordentliche Generalversammlung den Aufsichtsrat weitgehend neu. Richard Siegmann, der tags zuvor als zweites beigeordnetes Mitglied in den Vorstand der MSEAG eingetreten war, berief der Aufsichtsrat im Oktober desselben Jahres zum alleinigen Vorstand an Stelle seines Vorgängers Carl Lüders, Vorstand seit 1889. Damit begann die bis Ende 1935 währende Wirkungsperiode Siegmanns für den Betrieb.
Am 9. Juni 1903, im Vorgriff auf die Umstellung auf den elektrischen Betrieb, griff die Generalversammlung der MSEAG den Vorschlag der Rostocker Bürgerschaft auf, und änderte die Firma in Rostocker Straßenbahn AG (RSAG). Am 20. Juni des Jahres erteilte der Rostocker Rat der RSAG eine geänderte Konzession für 40 Jahre für den elektrischen Betrieb, wieder mit einem Vorkaufsrecht für die Stadt.
Als technischen Leiter stellte Siegmann am 16. Mai 1904 Hermann Stöhrig zunächst als Werkmeister, später als Werkstättenvorsteher ein. Nach einer Probefahrt mit Ehrengästen am 21. Mai des Jahres begann tags darauf der Regelbetrieb als elektrische Straßenbahn. Damals umfasste der Betrieb folgende Linien:
Linie A (später 1) Centralbahnhof – Trotzenburg
Linie B (später 2) Centralbahnhof – Kasernenstraße
Linie C (später 3) Augustenstraße – Weißes Kreuz
Im Jahr 1907 wurde die Linie 2 bis zur Neptunwerft verlängert. 1925 erfolgte die Verlängerung der Linie 1 zum Neuen Friedhof.
Zwischen Oktober 1919 und November 1920 leitete Friedrich Buchholz, zuvor Straßenbahn Posen, die RSAG, bis Siegmann ihn wieder ablöste. 1926 wurde die erste Omnibuslinie in Rostock in Betrieb genommen (Rostock – Warnemünde [Linie W]), 1928 verkehrte innerhalb Rostocks die erste (Stadt-)Omnibuslinie (St.-Georg-Platz – Hauptbahnhof – Maßmannstraße). In der Folgezeit wurden weitere Omnibusse angeschafft und Stadtteile abseits der Straßenbahn durch Buslinien erschlossen. Im März 1934 berichtete Siegmann vom erfolgreichen linienmäßigen Einsatz von Omnibussen mit Holzgasantrieb. Hersteller der Busaufbauten war die Waggonfabrik Wismar. Als Jude wurde Siegmann gemäß den Nürnberger Gesetzen zum 31. Dezember 1935 in den Ruhestand versetzt, Julius Vaerst war sein Nachfolger. 1936 wurden der neu entstandene Stadtteil Reutershagen und die Heinkel-Flugzeugwerke mit der Endhaltestelle Marienehe durch die Straßenbahn erschlossen.
Während des Zweiten Weltkrieges wurde der Straßenbahn- und Omnibusverkehr immer mehr eingeschränkt. Busse mit Holzgasbetrieb, die keinen rationierten Kraftstoff benötigten, hielten den Omnibusverkehr während des Zweiten Weltkrieges aufrecht. Am 30. April 1945, unmittelbar vor Einmarsch der Roten Armee in die Stadt, wurde der Betrieb eingestellt.

### Der Betrieb nach dem Zweiten Weltkrieg und während der DDR-Zeit
Nachdem die sowjetische Besatzungsmacht zunächst die komplette Demontage der Straßenbahn als Reparation angeordnet hatte, gelang es, die Bahn zu erhalten und ab dem 13. August 1945 den Betrieb auf zwei Linien wieder aufzunehmen. 1949 wurde mit dem Wiederaufbau der Strecke zum Weißen Kreuz sowie deren Verlängerung auf der Tessiner Straße Richtung Brinckmansdorf bis zum Verbindungsweg begonnen, am 27. Mai 1950 konnte die gesamte Strecke vom Steintor aus als Linie 3 in Betrieb genommen werden. Bereits 1948 begannen erste Bauarbeiten für eine neue Linie nach Gehlsdorf, am 1. Mai 1951 wurde der erste Streckenteil bis zur Fährstraße feierlich in Betrieb genommen, das restliche Stück bis zum Kirchplatz folgte im Juni 1951. Für diese Strecken wurde Gleismaterial der im November 1940 eingestellten Straßenbahn Eberswalde sowie der abgebauten Strandbahn Warnemünde (Hohe Düne) – Markgrafenheide (1910–1945) verwendet. Auch die beiden ursprünglich von der Flensburger Straßenbahn stammenden, bei der HAWA gebauten, vierachsigen Triebwagen sowie die fünf zweiachsigen Beiwagen wurden von der Strandbahn übernommen und nach Umspurung bei der Rostocker Straßenbahn eingesetzt.

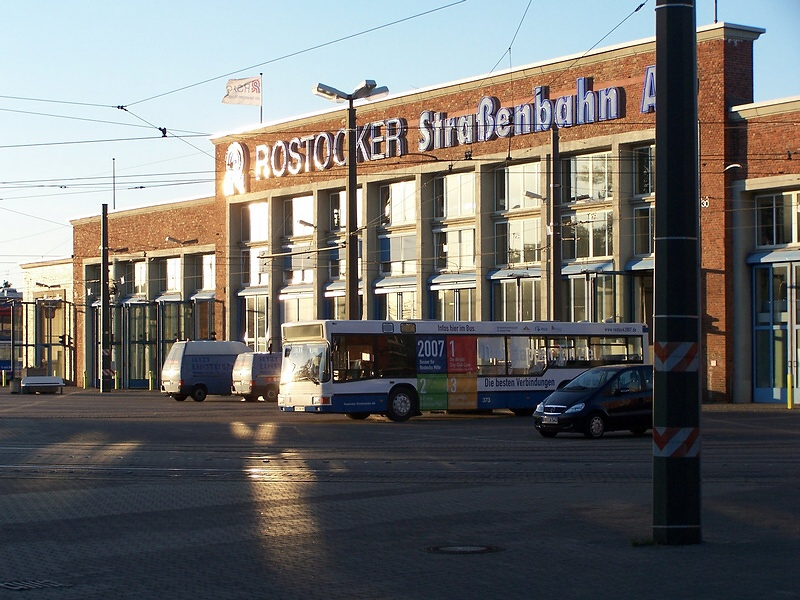
Straßenbahn-Betriebshof in der Hamburger Straße

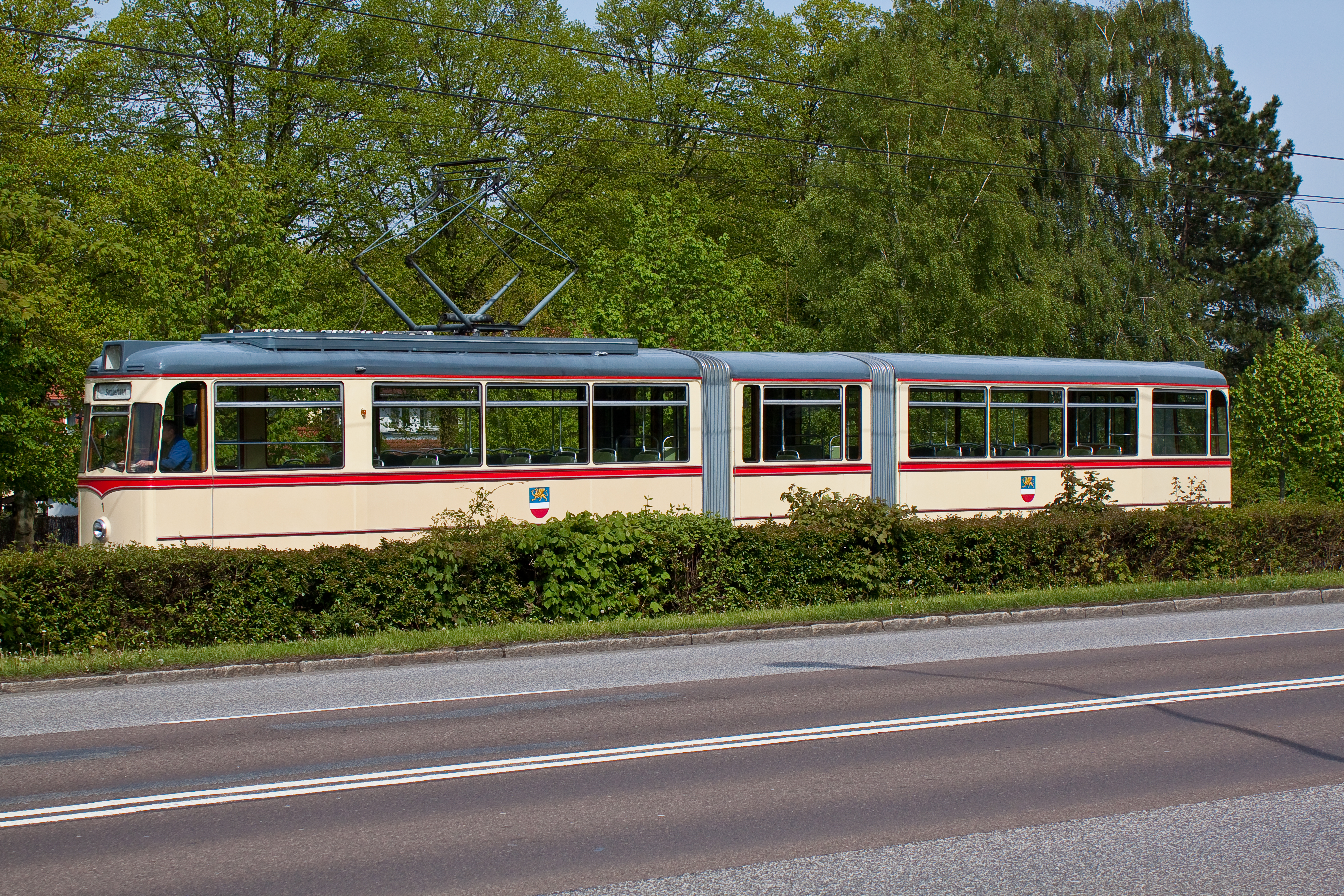
Gotha-Gelenktriebwagen, museal erhalten

Am 1. Mai 1949 wurde die von der Hafenbetriebsgesellschaft betriebene Fährlinie Kabutzenhof–Gehlsdorf der Städtischen Straßenbahn zugeordnet. Zum 1. Dezember 1949 gliederte man die Rostocker Straßenbahn in das Kommunalwirtschaftsunternehmen (KWU) der Stadt Rostock ein. 1950 kamen drei Nachbauten der Wismarer Triebwagen sowie drei Beiwagen von der Schiffswerft Wismar nach Rostock, die dort dringend benötigt wurden. Ab 1951 kamen LOWA-Einheitsstraßenbahnwagen und später Gotha-Wagen aus DDR-eigener Produktion in den Betrieb, außerdem wurde der Verkehrsbetrieb aus den „Kommunalwirtschaftlichen Unternehmen“ (KWU) ausgegliedert und umbenannt in VEB Nahverkehr Rostock (NVR). Ab 1953 kamen auch neue Busse aus DDR-Produktion zum NVR, zwei H3B und 24 H6B (1955–1958). Ab 1954 wurden Busse auch von Ikarus aus Ungarn geliefert: Typen 601 (1954), 60 (1955–1957), 620 (1959), 66 (1959–1973). Im Jahr 1956 wurde die Straßenbahnlinie 3 durch eine Buslinie ersetzt. 1956 wurde der neue Betriebshof Hamburger Straße in Betrieb genommen. Fünf Jahre später führte die Straßenbahn nicht mehr durch die enge Kröpeliner Straße und das Kröpeliner Tor, sondern über den Mittelstreifen der in den 1950er Jahren neu gebauten breiten Langen Straße. 1958 bekam der NVR zwei neue Doppeldeckerbusse vom Typ Do 56, von dem 1961 zwei weitere gebraucht aus Zwickau übernommen werden konnten. Diese Busse mit einer großen Sitzplatzzahl wurden zunächst auf der Buslinie 5 nach Reutershagen eingesetzt; nachdem genügend Ikarus 66 zur Verfügung standen, wurden sie von 1963 bis 1969 auf der Linie 8 nach Warnemünde eingesetzt.
Ab 1962 wurden die neu entstandenen Wohngebiete durch Buslinien erschlossen, so die Südstadt und die Stadtteile im Nordwesten. Bei der Straßenbahn wurden 1962 erstmals fabrikneue Gotha-Gelenktriebwagen eingesetzt. Von 1969 bis 1973 wurde der erste Gelenkbus-Typ geliefert (Ikarus 180 aus ungarischer Produktion), dem von 1974 bis 1990 der Typ Ikarus 280 in großer Zahl folgte. Von beiden gab es beim NVR auch Solobus-Versionen (Ikarus 555, 260), auch in Überlandbus- und Reisebus-Ausführungen. Obwohl Ungarn vom RGW für die Omnibusproduktion aller Ostblock-Staaten vorgesehen war, erhielt Rostock in den 1970er Jahren trotzdem einige LiAZ-677-Busse mit Ottomotor aus UdSSR-Produktion, die durch ihren großen Treibstoffverbrauch auffielen. 1974 wurde die Straßenbahnstrecke nach Gehlsdorf auf Busbetrieb umgestellt. Zu dieser Zeit wurde die vollständige Ablösung der Straßenbahn durch Busse erwogen, aber nicht durchgeführt.
1982 wurde der Nahverkehrsbetrieb in das Verkehrskombinat „Ostseetrans“ Rostock eingegliedert. Eine veränderte Situation auf dem Energiemarkt führte nun zur Erweiterung des Straßenbahnnetzes. 1987 und 1990 wurden neue Strecken, die ersten seit 1951, zur Erschließung des Rostocker Ostens gebaut. Damit sind auch die Stadtteile Dierkow und Toitenwinkel per Straßenbahn erreichbar.

### Die Zeit nach der Wende

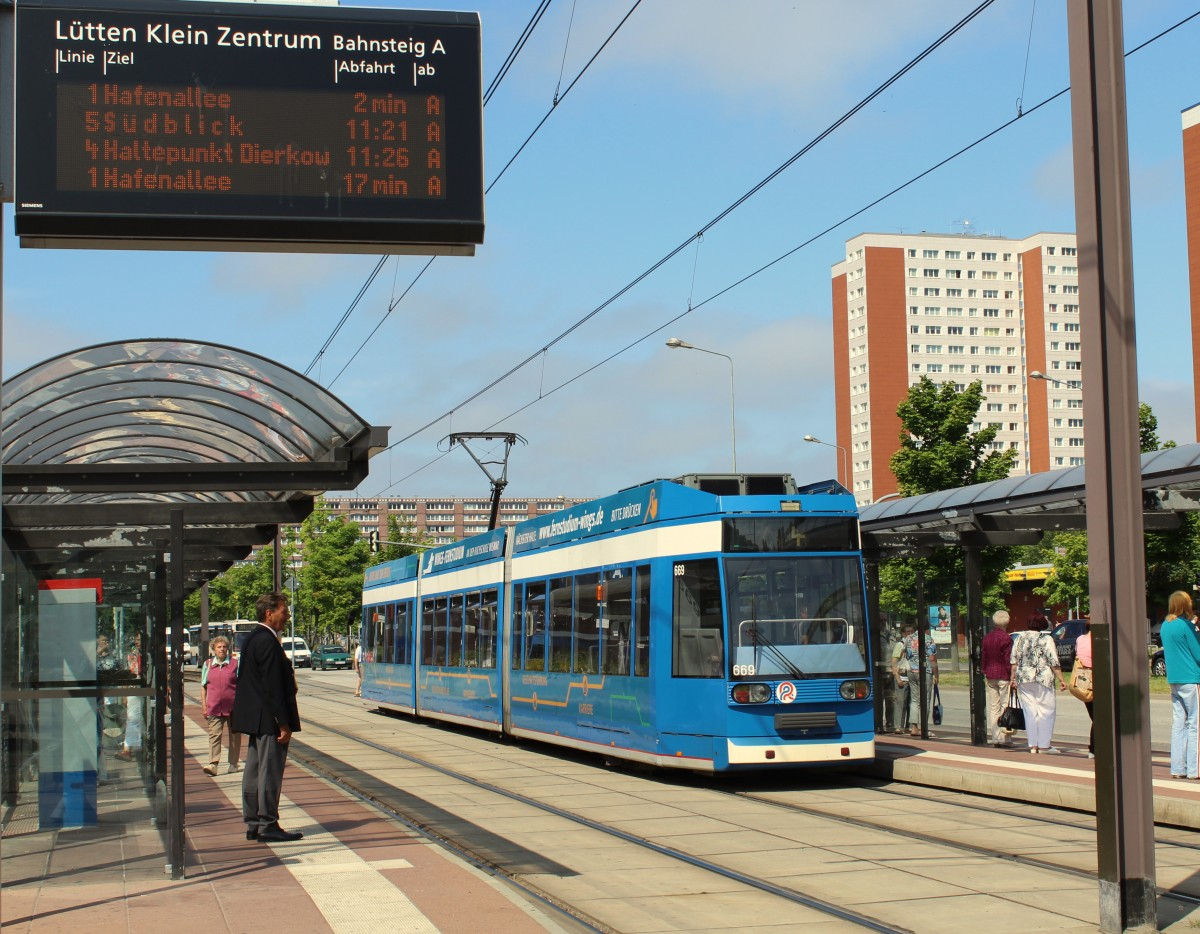
Umsteigehaltestelle Lütten Klein Zentrum mit Kombibahnsteig (rechts) und DFI-Anzeiger

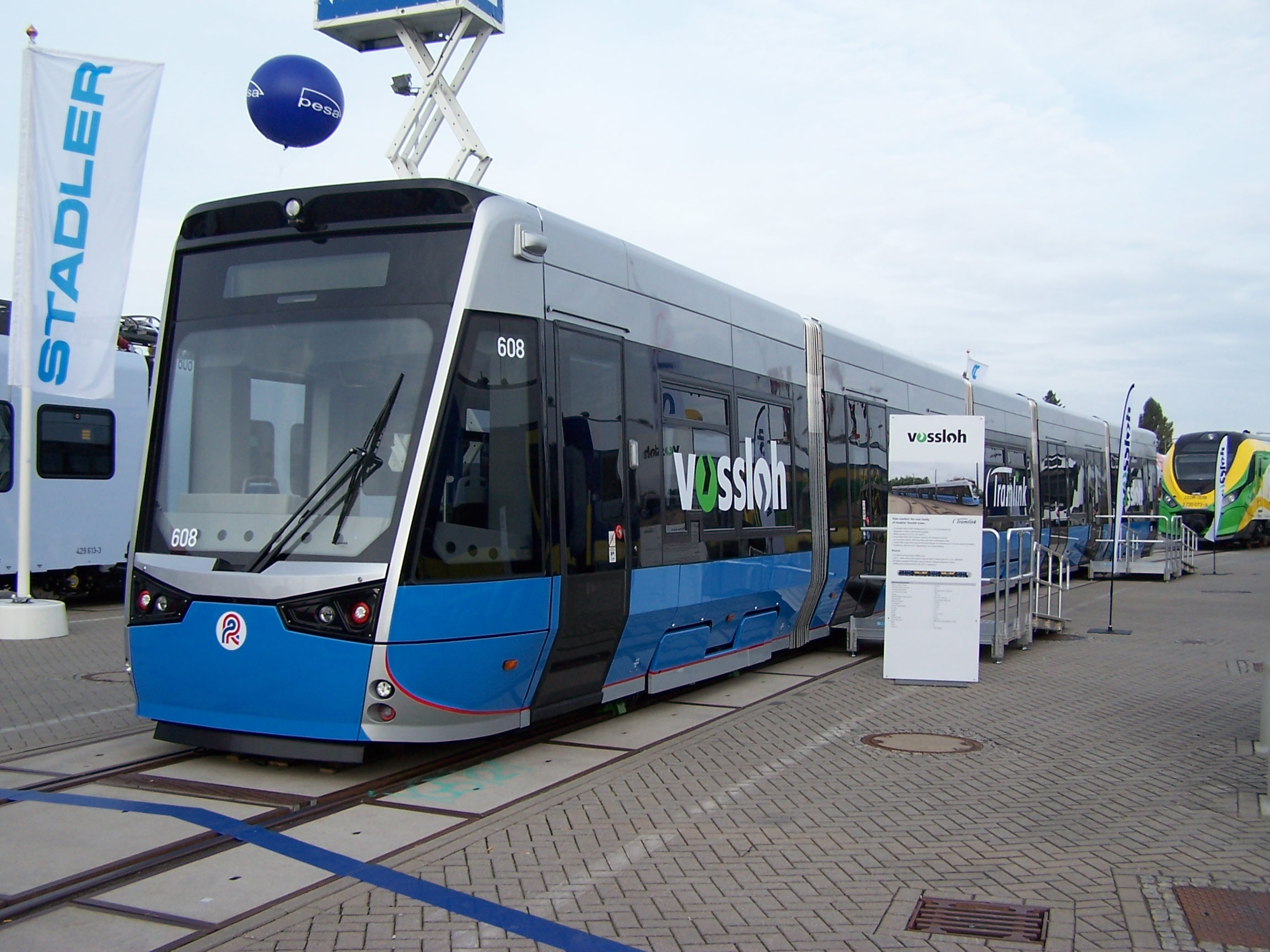
Niederflurwagen Tramlink 6N2 auf der InnoTrans

Die Rostocker Straßenbahn AG (RSAG) ist am 5. Juni 1990 aus dem VE Verkehrskombinat Ostseetrans Rostock hervorgegangen. Das heutige städtische Unternehmen betreibt insgesamt sechs Straßenbahnlinien sowie den städtischen Busverkehr. Ausnahmen sind dabei die Linien 33/128, 123 und 121, die von der Regionalbus-Unternehmen rebus Regionalbus Rostock GmbH betrieben werden.
Im Gegensatz zu anderen Straßenbahnbetrieben der DDR wurden in Rostock Fahrzeuge des tschechoslowakischen Herstellers ČKD Tatra sehr spät eingesetzt. Erst im Dezember 1989 bekam das Unternehmen die ersten Tatra-Fahrzeuge. Bis dahin wurden auf den Linien nur Wagen aus Gotha eingesetzt. Inzwischen wurden die Gotha-Wagen ausgemustert (ein Gelenkzug blieb als historischer Wagen erhalten), die Tatra-Triebwagen modernisiert und moderne Niederflur-Straßenbahnwagen vom Typ 6NGTWDE (basierend auf MGT6D) beschafft.
Bei den Bussen kamen ab Sommer 1990 die ersten gebrauchten VÖV-Standard-Linienbusse neben den vorhandenen Ikarus-Bussen zum Einsatz: Von den Verkehrsbetrieben Remscheid fünf Gelenkbusse MAN SG 220, von der Kieler Verkehrs AG (KVAG) zwanzig Gelenkbusse (Mercedes-Benz O 305 G) sowie sechs Solobusse O 305 und von Wiesbaden ebenfalls ein MB O 305. Ab 1991 wurden die ersten Niederflurbusse von MAN (NG 272/262 und NL 202) fabrikneu angeschafft. Neben sechs Auwärter Neoplan N 4014 NF von 1992 wurden ab 1994 auch einige Midibusse von MAN beschafft. Seit 1996 werden auch von Mercedes-Benz neue Busse in Betrieb genommen, bis 1998 O 405 N und O 405 GN, seit 2003 Citaro als Gelenk- und Solobusse. Zwischendurch wurden immer mal wieder kleinere Serien MAN Lion’s City bezogen.
Einen guten Einblick in die Geschichte dieses Verkehrsbetriebes gibt es in dem im Sommer 2004 anlässlich des Jubiläums „100 Jahre elektrische Straßenbahn in Rostock“ eröffneten depot12, einer verkehrsgeschichtlichen Ausstellung, die ehrenamtlich betrieben wird. Die Ausstellung ist nur unregelmäßig geöffnet. Die dort vorhandenen Exponate reichen von Modellen (z. B. Warnemünder Strandbahn) über Gebrauchsgegenstände aus dem Berufsalltag der Straßenbahner bis hin zu historischen Fahrzeugen, die auch für Sonderfahrten genutzt werden. Ebenfalls zu diesem Jubiläum gründete die RSAG 2004 die Richard-Siegmann-Stiftung.
In den Jahren bis 2006 wurde das Rostocker Straßenbahnnetz um etwa ein Drittel erweitert, so wurden der Rostocker Nordwesten (Evershagen, Lütten Klein und Lichtenhagen) sowie die Südstadt an das Straßenbahnnetz angeschlossen.
Am 6. März 2010 gab die RSAG die Ausschreibung von 13 neuen Straßenbahn-Gelenkwagen bekannt. Der Gewinner der Ausschreibung war Vossloh-Kiepe, ein spanisch-deutsches Tochterunternehmen der Vossloh AG. Das erste Fahrzeug wurde im November 2013 nach Rostock gebracht. Die neuen fünfteiligen Multigelenk-Triebfahrzeuge vom Typ „TramLink 6N2“ sind 32 m lang, 2,65 m breit und vollständig niederflurig. Am 30. Juli 2014 begann mit den beiden Fahrzeugen 601 und 602 der Fahrgasteinsatz auf der Linie 1. Die Fahrzeuge lösten die Tatra-Triebwagen und die mit ihnen eingesetzten niederflurigen Beiwagen ab; 5 Beiwagen wurden an die LVB/Straßenbahn Leipzig verkauft und 15 Beiwagen wurden an die KVG/Straßenbahn Kassel verkauft. Am 24. April 2015 fuhr zum letzten Mal ein Tatra-Wagen auf der Linie 1 im Plandienst. Seitdem werden auf allen Linien nur noch Niederflurfahrzeuge eingesetzt.
Mit Beginn des Jahres 2016 traten zwei wesentliche Änderungen ein: In der Funktion des kaufmännischen Vorstands folgte Jan Bleis auf Jochen Bruhn. Am 4. Januar 2016 trat das neue Liniennetzkonzept „Mobil 2016“ in Kraft. Damit gilt erstmals auf allen wesentlichen Abschnitten des Straßenbahnnetzes wochentags mindestens der 10-Minuten-Takt, sonnabends wird alle 15 Minuten gefahren.

## Liniennetz

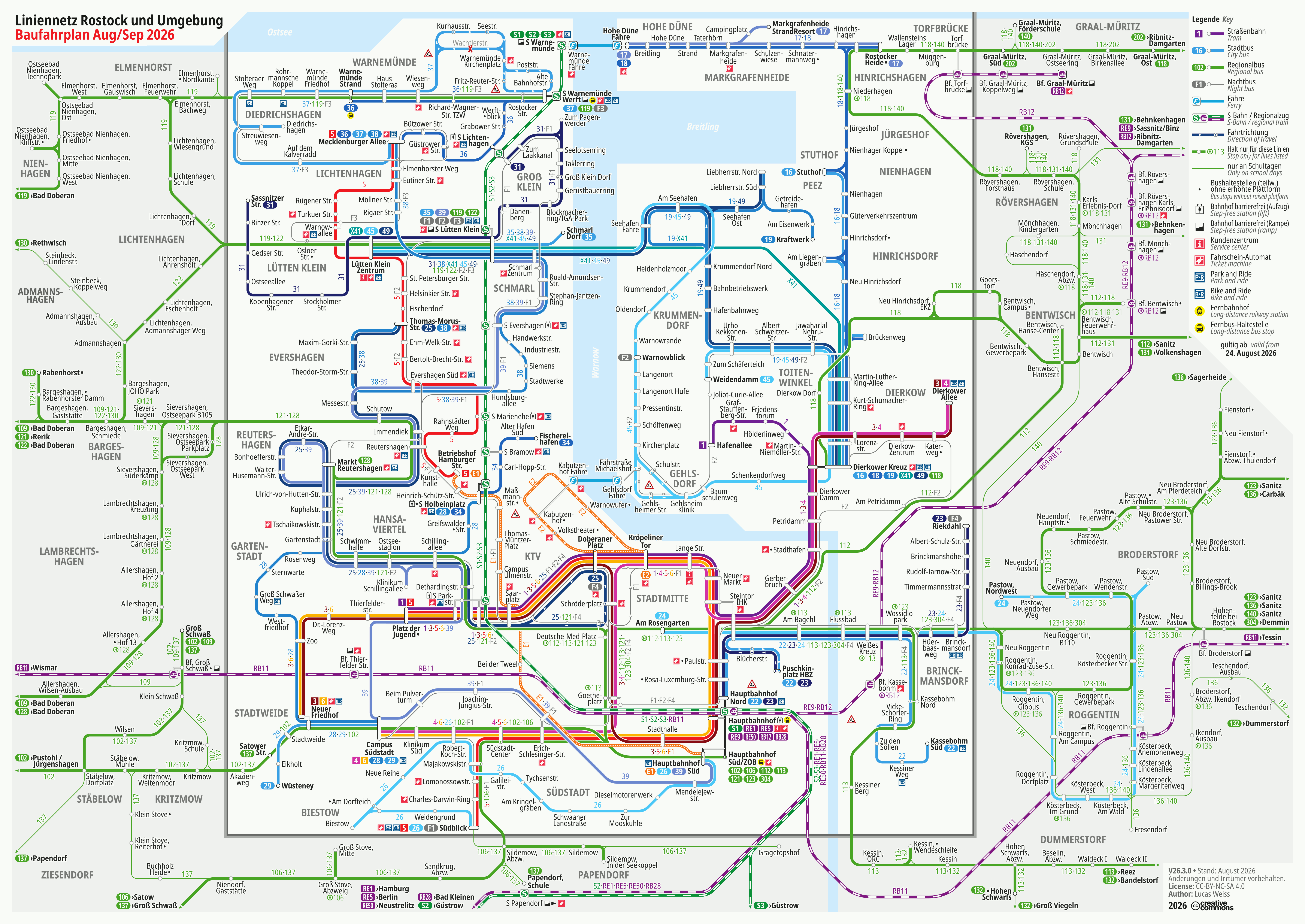
Liniennetzplan Rostock und Umgebung

### Straßenbahnlinien
Von der RSAG werden sechs Straßenbahnlinien betrieben. Bis auf die Stadtteile Warnemünde, Groß Klein, Schmarl, Brinckmansdorf mit Kassebohm und Brinckmanshöhe, Gehlsdorf, den Überseehafen, Hohe Düne, Markgrafenheide und die Rostocker Heideorte werden die wichtigsten Teile des Stadtgebiets mit der größten Bevölkerungszahl durch die Straßenbahn erschlossen.
Im Abend- und Wochenendverkehr sind die Haltestellen Doberaner Platz und Dierkower Kreuz zentrale Umsteigepunkte für die Strecken aus der Südstadt und Dierkow in Richtung Neuer Friedhof und Lütten Klein / Lichtenhagen.
- Start -und Endhaltestellen sind immer Fett markiert

- Sonntag bezieht sich auch auf Feiertage!

- Hst. = Haltestelle

- HVZ = Hauptverkehrszeit

| Linie | Linienweg | Takt & Bemerkungen                                                     |
| ----- | --- | ---------------------------------------------------------------------- |
| 1     | Hafenallee – Dierkower Kreuz – Stadthafen – Steintor – Neuer Markt – Lange Str. Kröpeliner Tor – Doberaner Platz – Holbeinplatz – Reutershagen – Marienehe – Lütten Klein Zentrum – Rügener Straße – Eutiner Str. – Elmenhorster Weg – Mecklenburger Allee             | •Mo. - Fr.: alle 10 min. •Samstag: alle 15 min. •Sonntag: alle 20 min. |
| 2     | Reutershagen – Holbeinplatz –Kabutzenhof – Doberaner Platz – Schröderplatz – Goetheplatz – Stadthalle – Hauptbahnhof – Steintor – Stadthafen – Dierkower Kreuz – Kurt-Schumacher-Ring                                                                                  | •Mo.–Fr.: alle 20 min in HVZ •Samstag: alle 30 min. von 10 bis 18 Uhr  |
| 3     | Dierkower Allee – Dierkower Kreuz – Stadthafen – Steintor – Hauptbahnhof ‐ Stadthalle – Schröderplatz – Doberaner Platz – Saarplatz – Parkstr. – Platz der Jugend – Thierfelder Str. (DB) – Zoo – Neuer Friedhof                                                       | •Montag - Freitag & Sonntags: alle 20 min. •Samstag: alle 30 min.      |
| 4     | Campus Südstadt – Klinikum Süd – Südstadt-Center – Goetheplatz – Schröderplatz – Kröpeliner Tor – Lange Str. – Neuer Markt – Steintor – Stadthafen – Dierkower Kreuz – Dierkower Allee                                                                                 | •Mo. - Fr.: alle 20 min. •Samtag: alle 30 min.                         |
| 5     | Südlick – Südstadt Center – Stadthalle – Hauptbahnhof – Steintor – Neuer Markt – Lange Str. – Kröpeliner Tor – Doberaner Platz – Holbeinplatz – Reutershagen – Marienehe – Thomas-Morus-Str. – Lütten Klein Zentrum – Warnowallee – Rügener Str. – Mecklenburger Allee | •Mo. - Fr.: alle 10 min. •Samstag: alle 15 min. •Sonntag: alle 20 min. |
| 6     | Neuer Friedhof – Zoo – Thierfelder Str. (DB) – Platz der Jugend – Parkstraße – Doberaner Platz – Lange Str. – Steintor – Hauptbahnhof – Stadthalle – Südstadt-Center – Campus Südstadt                                                                                 | •Mo. - Fr. & Sonntags: alle 20 min. •Samstag: alle 30 min.             |

### Buslinien
22 Stadtbuslinien ergänzen das Angebot der Straßenbahn und erschließen weitere Gebiete:
- Start -und Endhaltestellen sind immer Fett markiert

- Sonntag bezieht sich auch auf Feiertage!

- Hst. = Haltestelle

- HVZ = Hauptverkehrszeit

| Linie | Linienweg | Informationen & Taktzeiten |
| --- | --- | --- |
| 16 | Dierkower Kreuz – Lorenzstr. – Kurt-Schumacher-Ring – (Brückenweg) – Am Liepengraben – Hinrichsdorf – Nienhagen – Stuthof | - Hst. Brückenweg Richtung Stuthof nur 2 Fahrten am Tag, Richtung Dierkower Kreuz 5 Fahrten am Tag - Montag–Freitag 10 Fahrten pro Richtung am Tag - Sa. nur 3 Fahrten und So. nur 2 Fahrten pro Richtung - Siehe auch Linie 18 |
| 17 | Hohe Düne Fähre – Strand – Taterhörn – Markgrafenheide – Campingplatz – Markgrafenheide StrandResort – (Schulzenwiese – Hinrichshagen – Rostocker Heide) | - Rostocker Heide – Markgrafenheide: Mo–Fr nur drei Fahrten, Sa nur eine Fahrt als Abruf-Linien-Taxi, Sonn-/Feiertage zwei Fahrten als Abruf-Linien-Taxi - Siehe auch Linie 18 |
| 18 | Dierkower Kreuz – Kurt-Schumacher-Ring – (Am Liepengraben) – Hinrichsdorf – Nienhagen – (Stuthof) – Jürgeshof – Hinrichshagen – Markgrafenheide – Hohe Düne Fähre | - Brückenweg Richtung Hohe Düne nur eine Fahrt am Tag - Rostocker Heide nur Fahrt am Tag je Richtung - Stuthof & Am Liepengraben werden nicht immer bedient - Siehe auch Linien 16 und 17 |
| 19 | Dierkower Kreuz – Seehafen Fähre – Am Seehafen – Seehafen Ost – Liebherrstr. – (Seehafen Ost – (Getreidehafen) - Kraftwerk) | - Bis Kraftwerk nur wenige Fahrten am Tag, Hst. Getreidehafen nur Richtung Dierkower Kreuz - andere Fahrten enden Seehafen Fähre o. Liebherrstr. - nur Montag bis Freitag von ca. 4:00 Uhr bis 19:30 Uhr - siehe auch Linie 49 |
| 22 | Kassebohm Süd – Kessiner Weg – Kassebohm Nord – Wossidlopark – Weißes Kreuz – Steintor – Puschkinplatz HBZ – Hauptbahnhof Nord | - Montag bis Freitag alle 20 Minuten und Samstag und Sonntag alle 30 Minuten - zwei Fahrten morgens weiter bis Mendelejewstr. - Hst. Kassebohm Nord nur Richtung Hauptbahnhof - Siehe auch Linien 23 und 24 |
| 23 | Riekdahl – Brinckmanshöhe – Timmermannsstrat – Brinckmansdorf – Wossidlopark – Weißes Kreuz – Steintor – Puschkinplatz HBZ – Hauptbahnhof Nord | - Montag bis Freitag alle 20 Minuten und Samstag und Sonntag alle 30 Minuten - Siehe auch Linien 22, 24 und 123 |
| 24 | Am Rosengarten – Steintor – Weißes Kreuz – Wossidlopark – Brinckmansdorf – Globus – Roggentin Dorfplatz – Im Grund – Kösterbeck West – Roggentin Bahnhof – Pastow Süd (– Pastow Nordwest) | - Montag bis Freitag zwischen Am Rosengarten und Pastow Süd alle 20 Minuten und alle 60 Minuten weiter nach Pastow Nordwest (früh morgens und im Spätverkehr nur Pastow - Brinckmansdorf), Samstag alle 60 Minuten zwischen Pastow Nordwest und Am Rosengarten und Sonntag alle 60 Minuten zwischen Pastow Süd und Brinckmansdorf - Konrad-Zuse-Str. nur in Richtung Pastow - siehe auch Linien 23 und 123         |
| 25 | Doberaner Platz – Schröderplatz – Deutsche-Med-Platz – Saarplatz – Parkstraße – Schillingallee – Ostseestadion – Markt Reutershagen – Reutershagen – Schutow – Messestr. – Thomas-Morus-Str. | - Montag bis Freitag alle 10 Minuten zwischen Hauptbahnhof und Markt Reutershagen und alle 20 Minuten weiter bis Thomas-Morus-Str., Samstag alle 15 Minuten und alle 30 weiter bis Thomas-Morus-Str. und Sonntag alle 20 Minuten - Im Abendverkehr und Samstags fahren einige Busse ab Markt Reutershagen weiter als Linie 39 Richtung S Lütten Klein - Schröderpl. & Deutsche-Med-Pl. nur Richtung Th.-Morus-Str. |
| 26 | Südblick – Weidengrund – Biestow – Am Dorfteich – Neue Reihe – Robert-Koch-Str. – Majakowskistr. – Tychsenstr. – Schwaaner Landstr. – Dieselmotorenwerk – Mendelejewstr. – Hauptbahnhof Süd | - täglich alle 30 Minuten - Fährt ab Hauptbahnhof Süd weiter als Linie 27 |
| 27 | Klinikum Schillingallee – Schillingallee – Dethardingstr. – Parkstraße – Saarplatz – Bei der Tweel – Erich-Schlesinger-Str. – Mendelejewstr. – Hauptbahnhof Süd | - Montag bis Samstag alle 30 Minuten - nur von ca. 4:30 Uhr bis 20:30 Uhr - Fährt ab Hauptbahnhof Süd weiter als Linie 26 |
| 28 | Campus Südstadt – Neuer Friedhof – Zoo – Westfriedhof – Ostseestadion – Holbeinplatz | - nach 20:30 Uhr nur als Abruf-Linien-Taxi nach Anforderung |
| 29 | Campus Südstadt – Neuer Friedhof – Stadtweide – Eikholt – Wüsteney | - Montag bis Freitag: 5:00–20:30 = 30-Minuten Takt und im Anschluss bis 22:30 als Abruf-Linien-Taxi - Samstag: 8:00–20:30 = 30-Minuten Takt und im Anschluss bis 22:30 als A-L-T - Sonntag/Feiertag: A-L-T von 8:00–20:30 |
| 31 | Sassnitzer Str. – Kopenhagener Str. – Stockholmer Str. – Lütten Klein Zentrum – Lütten Klein – Blockmacherring – Lichtenhagen | - Montag–Freitag alle 10 Minuten, Samstag alle 15 Minuten und Sonntag alle 20 Minuten |
| 34 | Holbeinplatz – Carl-Hopp-Str. – Bramow – Alter Hafen Süd – Fischereihafen | - Montag bis Freitag von 6:00 bis 17:00 Uhr - alle 30 Minuten |
| 35 | Lütten Klein – Schmarl Dorf | - werktags morgens und abends sowie am Wochenende und an Feiertagen nur als Abruf-Linien-Taxi nach Anforderung |
| 36 | Mecklenburger Allee – Bützower Str. – Lichtenhagen – Warnemünde Werft – Wiesenweg – Warnemünde Strand | - täglich alle 20 Minuten und im Sommer alle 10 Minuten - fährt im Spätverkehr ab Warnemünde Strand weiter als Linie 37 Richtung Mecklenburger Alle ü. Diedrichshagen |
| 37 | Warnemünde Werft – Warnemünde Kirchenplatz – Seestraße – Wiesenweg –Warnemünde Strand – Warnemünde Friedhof – Diedrichshagen – Mecklenburger Allee | - täglich alle 20 Minuten - fährt im Spätverkehr von Mecklenburger Allee ü. Diedrichshagen bis Warnemünde Strand und dann als Linie 36 weiter Richtung Mecklenburger Allee ü. Warnemünde Werft |
| 38 | Thomas-Morus-Straße – Evershagen Süd – Stadtwerke – Siemens – Industriestr. – Evershagen – Schmarl Zentrum – Lütten Klein – Rigaer Straße – Möllner Straße – Mecklenburger Allee | - Montag bis Freitag und Sonntag alle 20 Minuten und Samstag alle 30 Minuten - siehe auch Linie 39 |
| 39 | Hauptbahnhof Süd – Erich-Schlesinger-Str. – Campus Südstadt – Parkstraße – Ostseestadion – Markt Reutershagen – Reutershagen – Schutow – Evershagen Süd – Evershagen – Schmarl Zentrum – Lütten Klein | - Montag bis Freitag alle 20 Minuten und Samstag alle 30 Minuten - fährt nur Montag bis Freitag bis ca. 20:30 Uhr - fährt in Abendstunden & Samstags nur zwischen Lütten Klein und Markt Reutershagen, von dort weiter als Linie 25 Richtung Hauptbahnhof Süd ü. Doberaner Platz - siehe auch Linien 25 und 38 |
| X41 | Lütten Klein Zentrum – Lütten Klein – Warnowtunnel & A19 – Martin-Luther-King-Allee – Kurt-Schumacher-Ring – Lorenzstr. – Dierkower Kreuz | •Expressbuslinie •Fährt durch den Warnowtunnel - Mo–Fr 6–20 Uhr; Sa/So 11–18 Uhr |
| 45 | (Lütten Klein Zentrum –) Lütten Klein – Schmarl Zentrum – „Warnowtunnel“ – Seehafen Fähre – Oldendorf – Warnowblick – Pressentinstraße – Baumschulenweg – Dierkower Kreuz – Kurt-Schumacher-Ring – Toitenwinkel, Weidendamm                                                                                | - Lütten Klein Zentrum – Lütten Klein: nur Mo–Fr zur HVZ - Lütten Klein – Seehafen Fähre: nur Mo–Fr 5–24 Uhr stündlich - Baumschulenweg – Warnowblick: Spätverkehr mit Abruf-Linien-Taxi 45A |
| 49 | (Lütten Klein Zentrum –) Lütten Klein – Schmarl Zentrum – „Warnowtunnel“ – Seehafen Fähre – Hafenbahnweg – Kurt-Schumacher-Ring – Dierkower Kreuz | - siehe auch Linie 19 - Lütten Klein Zentrum – Lütten Klein: nur Mo–Fr zur HVZ - Spätverkehr nur Seehafen Fähre – Dierkower Kreuz stündlich mit Abruf-Linien-Taxi |
| Nachts verkehren vier „Fledermauslinien“, die im Nachtverkehr alle wichtigen Stadtteile erschließen und am Doberaner Platz sowie am S-Bahnhof Lütten Klein zentrale Umsteigepunkte haben. | | |
| F1 | Südblick – Campus Südstadt – Hauptbahnhof Nord – Steintor – Doberaner Platz – Holbeinplatz – Reutershagen – Evershagen – Schmarl Zentrum – Blockmacherring – Lichtenhagen – Dänenberg – Lütten Klein | - Nachtbuslinie - Montag bis Sonntag (00:00–04:00 Uhr) alle 60 Minuten und Samstag/Sonntag (04:00–06/08:00 Uhr) alle 30 Minuten |
| F2 | Lütten Klein – St. Petersburger Str. – Th.-Morus-Str. – Evershagen Süd – Markt Reutershagen – Schillingallee – Parkstraße – Doberaner Platz – Hauptbahnhof Nord – Steintor – Gerberbruch – Stadthafen – Dierkow Zentrum – Dierkower Kreuz – Kurt-Schumacher-Ring – Hafenallee – Kirchenplatz – Warnowblick | - Nachtbuslinie - Montag bis Freitag (00:00–04:00 Uhr) alle 60 Minuten und Samstag/Sonntag (00:00–06/08:00 Uhr) alle 30 Minuten |
| F3 | Lütten Klein – Lütten Klein Zentrum – Warnowallee – Mecklenburger Allee – Streuwiesenweg – Warnemünde Strand – Wiesenweg – Warnemünde Werft | - Nachtbuslinie - Montag bis Sonntag (00:00–04:00 Uhr) alle 60 Minuten und Samstag/Sonntag (04:00–06/08:00 Uhr) alle 30 Minuten |
| F4 | (Doberaner Platz – Hauptbahnhof Nord ) – Steintor – Tessiner Str. – Kassebohm Nord – Brinckmansdorf – Riekdahl | - Nachtbuslinie - Montag bis Sonntag (00:00–04:00 Uhr) alle 60 Minuten als Abruf-Linien-Taxi von Steintor nach Riekdahl und Samstag/Sonntag (00:00–04:00 Uhr) alle 60 Minuten als Bus vom Doberaner Platz nach Riekdahl. Im Anschluss bis 06/08:00 Uhr alle 30 Minuten |

### Fährlinien
Zwei Fährlinien überqueren die Unterwarnow, im Norden zwischen Warnemünde und Hohe Düne und, weiter südlich, zwischen der Stadtmitte und Gehlsdorf. Die RSAG betreibt diese Linien nicht selbst, sondern trägt nur die wirtschaftliche Verantwortung und sorgt für die Integration in den Verkehrsverbund.
| Linie | Linienweg                           | Bemerkung               |
| ----- | ----------------------------------- | ----------------------- |
| FÄ1   | Warnemünde Fähre – Hohe Düne Fähre  | 10- bis 20-Minuten-Takt |
| FÄ2   | Kabutzenhof Fähre – Gehlsdorf Fähre | 30-Minuten-Takt         |

## Betriebliche Maßnahmen wegen des Corona-Virus
Durch die Verbreitung des Corona-Virus war die Nachfrage im ÖPNV wegen der Schließung der Schulen und später auch der Ladengeschäfte sowie des vermehrten Arbeitens von Zuhause aus erheblich zurückgegangen. Daher verkehrten ab dem 16. März 2020 die meisten Linien (außer den Linien 16, 17, 18, 19, 34, 49 und X41 sowie den Nachtlinien) montags bis freitags ab 6 Uhr nach dem Sonnabend-Fahrplan tagsüber, die Linie 39 gar nicht.
Bis August 2020 ist beim Fahrplan wieder Normalität erreicht worden. Bei den Bussen blieb die vordere Tür – sowie bei den älteren Bussen, die im Herbst 2020 noch nicht mit einer Trennscheibe am Fahrerplatz ausgerüstet waren – die erste Sitzreihe für den Fahrgastverkehr gesperrt. Die anderen Türen werden an den Haltestellen vom Fahrer geöffnet, damit die Türöffnungstaster von den Fahrgästen nicht benutzt werden müssen. Der Fahrscheinverkauf erfolgte bisher schon nur aus – auch im Fahrzeug vorhandenen – Fahrkartenautomaten. Zum 1. Juli 2021 wurde die für den Fahrgastverkehr gesperrte vordere Bustür wieder freigegeben, was insbesondere für den Einstieg in die Busse nach 20 Uhr mit Fahrkartenkontrolle durch den Fahrer zum Tragen kommt. Auch das Aussteigen zwischen zwei Haltestellen ist seitdem wieder möglich.